# 马尔伯里 (佛罗里达州)
马尔伯里（英語：Mulberry），是美国佛罗里达州波爾克縣下属的一座城市。建立于1901年。面积约为8.3平方公里（约合3.2平方英里）。根据2010年美国人口普查，该市有人口3,817人。论人口在本州排行第235。